# Par cœur
Ne doit pas être confondu avec Par cœurs.
Pour l’article ayant un titre homophone, voir Parker.
Par cœur est un  documentaire français réalisé par Benoît Jacquot et sorti en 1998.
Il s'agit d'une captation de la prestation de Fabrice Luchini seul sur scène, qui récite et raconte les mots de grands auteurs dont Jean de La Fontaine, Louis-Ferdinand Céline ou Gustave Flaubert.

## Fiche technique
- Autre titre : Luchini dit
- Réalisation : Benoît Jacquot
- Production :  Assise Productions, Les Productions Lazennec
- Directrice de la photo : Caroline Champetier
- Monteuse : Pascale Chavance
- Durée : 75 minutes
- Date de sortie : 28 octobre 1998

## Distribution
- Fabrice Luchini

## Réception critique
Pour Les Inrocks, « avec intelligence et discrétion, Benoît Jacquot a enregistré Fabrice Luchini sur scène : une bête des planches. »
Pour Télérama, « à l'écran, sans le rapport intime qu'entretient le comédien avec chaque spectateur, la magie est plus intermittente. »